# Seznam hrvaških vladarjev
Seznam hrvaških vladarjev zajema vse vladarje hrvaških dežel domačih ali tujih dinastij.

## Zgodnje obdobje
Prihod hrvatov na Balkan je opisan v več virih. Okoli 6. oziroma 7. stoletja naj bi na polotok Hrvati migrirali iz svoje pradomovine Bele Hrvaške (okoli današnje Galicije). Po legendi iz spisa De administrando imperio so se Hrvati selili pod poveljstvom petih bratov (Kloukas, Lobelos, Kosentzis, Mouchlo, and Chrobatos) in dveh sester (Touga in Bouga), ter uspešno premagali in izgnali panonske Avare z območja rimske province Dalmacije.
Obstaja teorija po kateri naj bi Hrvati prejeli ime po enemu izmed bratov, Chrobatosu (Hrvatu), vendar ni potrjena. Pod vodstvom Porge so Hrvati začeli sprejemati krščanstvo.

### Zgodnji vladarji (7. stoletje)
| Ime        | Vladavina                 | Opombe                                                                                           |
| ---------- | ------------------------- | ------------------------------------------------------------------------------------------------ |
| Porgin oče | prva polovica 7. stoletja | Voditelj med izgonom Avarov. Od cesarja Heraklija je prejel dovoljenje za naselitev v Dalmaciji. |
| Porga      | prva polovica 7. stoletja | Voditelj med sprejetjem krščanstva v času cesarja Heraklija in Konstansa II.                     |

## Knezi Spodnje Panonije (8. stoletje–896)
| Slika | Ime      | Začetek vladavine | Konec vladavine | Opombe          |
| ----- | -------- | ----------------- | --------------- | --------------- |
|       | Vojnomir | ok. 790           | ok. 810         |                 |
|       | Ljudevit | ok. 810           | ok. 823         |                 |
|       | Ratimir  | ok. 829           | ok. 838         |                 |
|       | Braslav  | ok. 882           | ok. 896         | Mož Ventescele. |

## Kneževina Hrvaška (8. stoletje–925)
| Slika        | Ime       | Začetek vladavine | Konec vladavine | Opombe |
| ------------ | --------- | ----------------- | --------------- | --- |
|              | Višeslav  | ok. 785           | ok. 802         | Krstni kamen v Ninu ga omenja kot kneza, vendar območje vladanja ni omenjeno. Zaradi hrvaške poselitve Nina se šteje za hrvaškega kneza.                                        |
|              | Borna     | ok. 810           | ok. 821         | Višeslavov sin in vazal Karla Velikega. Nosil je naziv vojvode Guduščanov ter vojvode Dalmacije in Liburnije. Zaradi hrvaške naselitve teh območij se šteje za hrvaškega kneza. |
|              | Vladislav | 821               | ok. 823         | Bornin nečak. |
|              | Ljudemisl | ok. 823           | ok. 835         | Po nekaterih virih naj bi ubil Ljudevita Posavskega. |
|              | Mislav    | ok. 835           | ok. 845         | |
| Trpimirovići |           |                   |                 | |
|              | Trpimir   | ok. 845           | 864             | Ustanovitelj dinastije Trpimirović. |
|              | Zdeslav   | 864               | 864             | Trpimirov sin. |
| Domagojevići |           |                   |                 | |
|              | Domagoj   | 864               | 876             | Odstavil Zdeslava. |
|              | Iljko     | 876               | 878             | Ubit med državljansko vojno. |
| Trpimirovići |           |                   |                 | |
|              | Zdeslav   | 878               | 879             | Odstavil Domagojevega sina. Maja 879 ga ubije Branimir. |
| Domagojevići |           |                   |                 | |
|              | Branimir  | 879               | ok. 892         | Njegova žena Maruša je prva znana hrvaška vladarica. |
| Trpimirovići |           |                   |                 | |
|              | Muncimir  | 892               | 910             | Trpimirov sin, znan tudi kot Mutimir. |
|              | Tomislav  | 910               | 925             | |

## Hrvaški kralji (925–1102)
V pismu iz leta 925 papež Janez X. Tomislava I. naziva ko Rex Chroatorum (Kralj Hrvatov). Vsi nadaljnji hrvaški vladarji so nosili naziv kralja Hrvaške. To potrjuje tudi epigraf iz 10. stoletja z omembo Domaslave, prve znane hrvaške kraljice.
| Slika              | Ime                | Začetek vladavine | Konec vladavine | Opombe |
| Trpimirovići       | Trpimirovići       | Trpimirovići      | Trpimirovići    | Trpimirovići |
| ------------------ | ------------------ | ----------------- | --------------- | --- |
|                    | Tomislav I.        | 925               | 928             | Verjetno Muncimirjev sin. Po njegovi smrti so državo ohromile državljanske vojne in del ozemlja, vključno z Bosno, je bil izgubljen. Naziv kralja (rex) temelji na dveh dokumentih: - pismo papeža Janeza X. iz leta 925 kjer je Tomislav omenjen kot Rex Croatorum (kralj Hrvatov) in - transkript prvega Cerkvenega koncila v Splitu, kjer se prav tako omenja kot rex. Omenja se tudi kot knez (princeps) in vojvoda (dux). Kljub temu se tradicionalno omenja kot kralj.                                                   |
|                    | Trpimir II.        | 928               | 935             | Tomislavov sin ali mlajši brat |
|                    | Krešimir I.        | 935               | 945             | SIn Trpimira II. |
|                    | Miroslav           | 945               | 949             | Sin Krešimira I. |
|                    | Krešimir II.       | 949               | 969             | Miroslavov mlajši brat. Sovladal je s svojo ženo Heleno Zadarsko. Med njegovo vladavino se je k Hrvaškemu kraljestvu vrnilo prej izgubljeno ozemlje. Po njegovi smrti leta 969 je Helena vladala kot regentka njunemu mladoletnemu sinu Štefanu Držislavu. |
|                    | Helena Zadarska    | 969               | 976             | Kot regentka sinu Štefanu Držislavu vladala od leta 969 do svoje smrti leta 976. |
|                    | Štefan Držislav    | 969               | 997             | Sin Krešimira II. in Helene Zadarske. V znak priznanosti Bizantinskega cesarja je prejel kraljeve insignije. Leta 988 ga je v Biogradu kronal splitski nadškof. Historia Salonitana Tomaža Arhidiakona ga omenja kot prvega kralja Hrvaške (rex), zaradi česar se sklepa, da je bil prvi kralj Hrvaške, ki je bil kronan. |
|                    | Svetoslav Suronja  | 997               | 1000            | Najstarejši sin Štefana Držislava, od čigar je prejel naziv vojvode in bil določen za dediča, vendar sta ga odstavila brata Gojslav in Krešimir III. |
|                    | Gojslav            | 1000              | 1020            | Mlajši brat Svetoslava Suronje. Sovladal s Krešimirom III. |
|                    | Krešimir III.      | 1000              | 1030            | Mlajši brat Svetoslava Suronje. Sprva vladal skupaj z Gojslavom, po smrti slednjega pa sam. |
|                    | Štefan I.          | 1030              | 1058            | SIn Krešimira III. |
|                    | Peter Krešimir IV. | 1058              | 1074            | Sin Štefana I. Med njegovo vladavino je Hrvaško kraljestvo doseglo svoj vrhunec. Proti koncu svoje vladavine je za naslednika določil Dimitrija Zvonimira, saj je bil sam brez otrok. |
| SplitBaptistryKing | Dimitrij Zvonimir  | 1075              | 1089            | Bratranec Petra Krešimira IV. V znak priznanosti je od Svetega sedeža prejel kraljeve insignije. Kronan je bil leta 1075 ali 1076 v kronanjski baziliki sv. Petra in Mojzesa v Saloni. Okoli leta 1063 se je poročil s princeso Helen Lepo, hčerko ogrskega kralja Béle I. |
|                    | Štefan II.         | 1089              | 1090/91         | Sin Gojslava II., mlajšega brata Petra Krešimira IV. Slednjega naj bi nasledil, vendar so ljudstvo in duhovščina leta 1075 pristali na Dimitriju Zvonimiru. BIl je zadnji član rodbine Trpimirović in zadnji domači hrvaški kralj, ki je vladal celotnemu Hrvaškemu kraljestvu. |
| Árpádovci          |                    |                   |                 | |
|                    | Ladislav I.        | 1091              | 1095            | Po smrti kralja Dimitrija Zvonimira leta 1089 je v Slavoniji vladal Ladislav I. Ogrski. Po smrti Štefana II. je zavzel velik del Hrvaške in leta 1091 prevzel naziv kralja Hrvaške, vendar ga je priznalo le ogrsko plemstvo. Prestol je zahteval zgolj iz dejstva, da je bila njegova sestra žena kralja Zvonimira, ki je umrl brez preživelih otrok. Ogrska nadvlada je bila tako dosežena šele z njegovim naslednikom Kolomanom. Med svojo vladavino je nečaka Álmoša z nazivom vojvode nastavil za namestnika (1091–1095). |
| Snačići            |                    |                   |                 | |
|                    | Peter              | 1093/1095         | 1097            | Hrvaškega bana Petra Snačića so, tako kot njegovega strica Slavaca, ki je za kratek čas imel naziv kralja, za vladarja imenovali hrvaški plemiči. Prestol je zasedel ko so kraljestvo pretresale hudie napetosti. Za nadzor nad Hrvaško se je boril proti ogrskemu kralju Kolomanu, vendar je bil v bitki pri Gvozdu leta 1097 ubit. Bil je zadnji domači kralj Hrvaške. Od leta 1102 naprej so bili zaradi politične unije obeh kron ogrski kralji hkrati tudi hrvaški kralji.                                                |

## Pod ogrsko krono (1102–1527)
Od leta 1102 je bil ogrski kralj s strinjanjem hrvaških plemičev tudi kralj Hrvaške. Hrvaško sta nadzirala ban in sabor. Ladislav Neapeljski je Beneški republiki leta 1409 za 100.000 dukatov prodal pravico do Dalmacije.
| Slika               | Ime                    | Vladavina                                                                           | Soprog/a | Opombe |
| Árpádovci           | Árpádovci              | Árpádovci                                                                           | Árpádovci | Árpádovci |
| ------------------- | ---------------------- | ----------------------------------------------------------------------------------- | --- | --- |
|                     | Koloman                | 1102 - 3. februar 1116                                                              | Evfemija Kijevska | Kralj Ogrske od leta 1095 in Hrvaške od leta 1102 do svoje smrti leta 1116. Koloman, ki so ga podprli panonski Hrvati, je v bitki pri Gvozdu premagal hrvaško-dalmatinsko plemiško vojsko, ki je podpirala Petra Snačića. Leta 1102 ga je kot kralja Hrvaške priznal sabor, istega leta pa je bil tudi kronan.                                                                                           |
|                     | Štefan III. (II)a      | 3. februar 1116 - 3. april 1131                                                     | Hči Roberta Kapuanskega | Kolomanov sin. |
|                     | Béla I. (II)a          | 3. april 1131 - 13. februar 1141                                                    | Helena Raška | Stric Štefana III. in Kolomanov brat. |
|                     | Géza I. (II)a          | 13. februar 1141 - 31. maj 1162                                                     | Evfrozina Kijevska (por. 1146) | Sin Béle I. |
|                     | Štefan IV. (III)a      | 31. maj 1162 - 4. marec 1172                                                        | Agneza Avstrijska (por. 1168) | Sin Géze I. Med letoma 1162 in 1163 je bila njegova vladavina izpodbijana. |
|                     | Ladislav I. (II)a      | 31. maj 1162 - 14. januar 1163                                                      | / | Uporen protikralj, mlajši brat Géze I. |
|                     | Štefan V. (IV)a        | 14. januar 1163 - junij 1163                                                        | Marija Komnena Ogrska | Uporen protikralj, mlajši brat Géze I. |
|                     | Béla II. (III)a        | 4. marec 1172 - 13. april 1196                                                      | Agneza Antiohijska (por. 1172 - † 1184) Margareta Francoska (por. 1186) | Brat Štefana IV., sin Géze II. |
|                     | Emerik                 | 13. april 1196 - 30 november 1204                                                   | Konstanca Aragonska (por. 1198) | Brat Béle II. |
|                     | Ladislav II. (III)a    | 30. november 1204 - 7. maj 1205                                                     | / | Emerikov sin. Kronan v starosti 4-5 let, umrl 6 mesecev kasneje. |
|                     | Andrej I. (II)a        | 7. maj 1205 - 21 september 1235                                                     | Gertruda Meranska († 1213) Jolanda Courtenayska (por. 1215 - † 1233) Beatrica Estenska (por. 1234)\|\| align="left" \| Stric Ladislava II. in sin Béle II. Leta 1222 je izdal zlato bulo, ki je določevala pravice plemičev, vključno s pravico nepokornosti kralju v primeru, da ta ravna nezakonito. | |
|                     | Béla III. (IV)a        | 21. september 1235 - 3. maj 1270                                                    | Maria Laskarina | Sin Andreja I. Vladal je med mongolsko invazijo (1241-1242). Leta 1242 je izdal zlato bulo s katero je Zagreb in Samobor razglasil za svobodni kraljevi mesti. |
|                     | Štefan VI. (V)a        | 3. maj 1270 - 6. avgust 1272                                                        | Elizabeta Kumanska | Sin Béle III. med leti 1246 in 1257 knez Slavonije. |
|                     | Ladislav III. (IV)a    | 6. avgust 1272 - 10. julij 1290                                                     | Elizabeta Siciljska | Sin Štefana VI. Živel je s kumanskimi plemeni, kar ni ustrezalo katoliški duhovščini in je pripeljalo do izobčenja. |
|                     | Andrej II. (III)a      | 4. avgust 1290 - 14. januar 1301                                                    | Fenena Kujavska († 1295) Agneza Avstrijska (por. 1296) | Vnuk Andreja I. Njegovo vladavino sta izpodbijala Karel Martel in Karel I. |
| Přemyslidi          |                        |                                                                                     | | |
|                     | Venčeslav (protikralj) | 27. avgust 1301 - 9. oktober 1305                                                   | Viola Tešinska (por. 1305) | Prapravnuk Béle III., hkrati tudi češki kralj. Vladavino, ki je bila s strani Svetega sedeža razglašena za neveljavno, je izpodbijal Karel I. |
| Rodbina Wittelsbach |                        |                                                                                     | | |
|                     | Oton (protikralj)      | 9. oktober 1305 - maj 1307                                                          | / | Vnuk Béle III., vojvoda Spodnje Bavarske. Njegovo vladavino je izpodbijal Karel I. |
| Anžujci             |                        |                                                                                     | | |
|                     | Karel Martel           | 1290 - 12. avgust 1295                                                              | Klementina Avstrijska († 1293/1295) | Papež Nikolaj IV. ga je s cerkveno stranko nastavil kot naslednika svojega strica Ladislava III, ki je bil brez otrok. Naziv kralja sta priznali družini Šubić in Kőszegi. Bil je kronan na Hrvaškem. Vladavino je izpodbijal Andrej II. |
|                     | Karel I.               | 14. januar 1301 - 16. julij 1342                                                    | Marija Galicijska (sporno) Marija Bytomska (por. 1306 - † 1317) Beatrica Luksemburška (por. 1318 - † 1319) Elizabeta Poljska (por. 1320) | Sin Karla Martela. Imenovan tudi Karel Robert. Vladavino sta med leti 1301 in 1307 izpodbijala Venčeslav in Oton. |
|                     | Ludvik I.              | 16. julij 1342 - 11. september 1382                                                 | Margareta Češka († 1349) Elizabeta Bosanska (por. 1353) | Med leti 1370 in 1382 tudi kralj Poljske. |
|                     | Marija                 | 11. september 1382 - december 1385 (prvič) 24. februar 1386 - 17. maj 1395 (drugič) | Sigismund (por. 1385) | Poročila se je z Sigismundom Luksemburškim, sinom Svetega rimskega cesarja Karla IV., potem ko je leta 1385 napadel Zgornjo Ogrsko. Po smrti Karla II. leta 1386 je ponovno vladala kot "so-kralj" s svojim možem Sigismundom. |
|                     | Karel II.              | 31. december 1385 - 24. februar 1386                                                | Margareta Durazzo | Hkrati neapeljski kralj. Na prestol je pristal po Marijini odpovedi. Ranjen v poskusu atentata 7. februarja 1386, ki ga je napeljala Marijina mati. Umrl je 24. februarja istega leta. |
|                     | Ladislav IV. (V)a      | 1390 - 1414                                                                         | Kostanca Chiaramonte (raz. 1392) Marija Lusinjanska (por. 1403 - † 1404) Marija Enghienska (por. 1406) \|\| align="left" \| Sin Karla II. Od leta 1390 je izpodbijal vladavino Mariji in Sigismundu. Čeprav je bil kronan je dejansko imel nadzor le nad Zadrom.                                       | |
| Kotromanići         |                        |                                                                                     | | |
|                     | Štefan Tvrtko          | 1390 - 1391                                                                         | Doroteja Bolgarska (por. 1374) | Tvrtko je uspešno zajel dele Slavonije, Dalmacije in Hrvaške. Maja 1390 so se dalmacijski otoki končno predali Tvrtku, ki se je tedaj oklical za "po milosti Božji kralja Raške, Bosne, Dalmacije, Hrvaške in Pomorja". Njegovo ozemlje je sestavljala večina Slavonije, Dalmacije in Hrvaške južno od Velebita. Nenadna smrt leta 1391 mu je preprečila utrditi Kotromaniško oblast v hrvaških deželah. |
|                     | Štefan Dabiša          | 1391 - 1394                                                                         | Helena Bosanska (por. 1391) | V prvem letu vladavine je Dabiša uspešno vzdrževal ozemlja, ki jih je pridobil Tvrtko. Ta so vključevala Bosno, Hrvaško, Dalmacijo, Zahumlje in Raško. Dabiša se je nazadnje podredil Sigismundu. Predal mu je hrvaško in Dalmacijo in ga s privoljenjem svojih vazalov priznal za nadrejenega fevdalca kot tudi naslednika bosanskega prestola.                                                         |
| Luksemburžani       |                        |                                                                                     | | |
|                     | SIgismund              | 31. marec 1387 - 9. december 1437                                                   | Marija Ogrska († 1395) Barbara Celjska (por.1305) | Sin cesarja Svetega rimskega cesarstva in češkega kralja Karla IV.. Do smrti svoje žene Marije leta 1395 je vladal jure uxoris. Leta 1419 je bil kronan kot kralj Češke, leta 1433 pa je bil izvoljen za svetorimskega cesarja. |
| Habsburžani         |                        |                                                                                     | | |
|                     | Albert I.              | 18 december 1437 - 27. oktober 1439                                                 | Elizabeta Luksemburška | Sigismundov zet. Od leta 1438 do svoje smrti leta 1439 je bil hkrati tudi češki in nemški kralj. Bil je prvi habsburški kralj Hrvaške. |
| Jagelonci           |                        |                                                                                     | | |
|                     | Vladislav I.           | 15. maj 1440 - 10. november 1444                                                    | None | Od leta 1434 do svoje smrti v bitki pri Varni je bil hkrati tudi kralj Poljske. Vladavino je izpodbijal Ladislav IV., posmrtni sin Alberta I. |
| Habsburžani         |                        |                                                                                     | | |
|                     | Ladislav IV. (V)a      | 10. november 1444 - 23. november 1457                                               | / | Sin Alberta I., rojen po njegovi smrti leta 1440. Večino življenja je preživel v ujetništvu. Vladavino je med leti 1440 in 1444 izpodbijal Vladislav I. Bil je zadnji predstvnik albertinske veje Habsburžanov saj ni imel otrok. |
| Hunyadi             |                        |                                                                                     | | |
|                     | Matija I.              | 24. januar 1458 - 6. april 1490                                                     | Katarina Podjebradska (por. 1463 - † 1464) Beatrica Neapeljska (por. 1475) | Kralj je postal po izvolitvi plemičev. Njegov oče je bil Ivan Hunyadi. Od leta 1469 do svoje smrti leta 1490 je bil hkrati tudi kealj Češke. Slednji naziv mu je izpodbijal Vladislav II. |
| Jagelonci           |                        |                                                                                     | | |
|                     | Vladislav II.          | 15. julij 1490 - 13. maj 1516                                                       | Beatrica Neapeljska (por. 1490 - raz. 1500) Ana Foixanska (por. 1502 - † 1506) | Od leta 1471 tudi kralj Češke (naziv mu je do leta 1490 izpodbijal Matija I.). Ogrski plemiči so ga izvolili po tem, ko so njegovi privrženci premagali sina Matije I., ki se je pred tem odrekel zahtevi po prestolu. |
|                     | Ludvik II.             | 13. maj 1516 - 29. avgust 1526                                                      | Marija Avstrijska | Od leta 1516 do svoje smrti leta 1526 v bitki pri Mohaču tudi češki kralj. Bil je zadnji nehabsburški kralj. |
| Rodbina Zápolya     |                        |                                                                                     | | |
|                     | Ivan I. (protikralj)   | 10. november 1526 - 22. julij 1540                                                  | Izabela Jagelonska (por. 1539) | Prestol je si je lastil s podporo ogrskih plemičev in kasneje tudi Sulejmana Veličastnega. Vladavino mu je izpodbijal Ferdinand I. S slednjim je Ivan določil kompromis, da lahko prestol zasede po Ivanovi smrti, kmalu po rojstvu svojega istoimenskega sina pa je Ivan dogovor preklical in za naslednika določil svojega sina.                                                                       |
|                     | Ivan II. (protikralj)  | 13. september 1540 - 16 avgust 1570                                                 | / | Sin Ivana I. Za kralja Ogrske so ga izvolili podporniki njegovega očeta. Vladavino sta mu izpodbijala Ferdinand I. in Maksimilijan. Nikoli ni bil kronan. |

## Habsburška monarhija (1527–1918)
1. januarja 1527 se je v Cetinju sestal hrvaški parlament z namenom, da Ferdinanda I. Habsburškega imenujejo za novega kralja Hrvaške. Po prvi koalicijski vojni se je Habsburški monarhiji priključila še Dalmacija. Kraljevina Dalmacija je bila nato kronska dežela Avstrijskega cesarstva in Cislajtanske polovica Avstro-Ogrske monarhije.
| Slika       | Ime             | Vladavina                             | Soproga | Opombe |
| Habsburžani | Habsburžani     | Habsburžani                           | Habsburžani | Habsburžani |
| ----------- | --------------- | ------------------------------------- | --- | --- |
|             | Ferdinand I.    | 1. januar 1527 - 25. julij 1564       | Ana Jagelo Ogrska († 1547) | Svak Ludvika II. Prestol je dosegel po pogodbi med Jagelonci in Habsburžani. Sabor ga je za kralja izvolil januarja 1527. |
|             | Maksimilijan    | 8. september 1563 - 12. oktober 1576  | Marija Španska | Sin Ferdinanda I. Vladal je med bitko pri Sigetu in Hrvaško-slovenskim kmečkim uporom. |
|             | Rudolf          | 25. september 1572 - 26. junij 1608   | / | Maksimilijanov sin. Vladal v času bitke pri Sisku. Odstopil v prid mlajšega brata Matije II. |
|             | Matija II.      | 26. junij 1608 - 20. marec 1619       | Ana Tirolska († 1618) | Rudolfov brat in Maksimilijanov sin. |
|             | Ferdinand II.   | 1. julij 1618 - 15. februar 1637      | Eleonora Gonzaga (por. 1622) | Bratranec Matije II., vnuk Ferdinanda I. Leta 1630 je izdal Statuta Valachorum, ki je Vlahe v Vojni krajini podvrgel neposredno Dunaju, s tem pa je odpravil saborjevo pristojnost nad njimi. |
|             | Ferdinand III.  | 8. december 1625 - 2. april 1657      | Marija Ana Španska (por. 1631 - † 1646) Marija Leopoldina Avstrijska (por. 1648 - † 1649) Eleonora Gonzaga (por. 1651)                | Sin Ferdinanda II. Končal tridesetletno vojno. |
|             | Ferdinand IV.   | 16. junij 1647 - 9. julij 1654        | / | Sin in so-kralj Ferdinanda III. |
|             | Leopold I.      | 27. junij 1657 - 5. maj 1705          | Marija Terezija Španska (por.1666 - † 1673) Klavdija Felicija Avstrijska (por.1673 - † 1676) Eleonora Magdalena Neuburška (por. 1676) | Sin Ferdinanda III. Preprečil je Zrinsko-Frankopansko zaroto in saborju odpravil pravico do izbire kralja. Leta 1669 je ustanovil Zagrebško univerzo. |
|             | Jožef I.        | 5. maj 1705 - 17. april 1711          | Vilhelmina Amalija Brunswiška | Sin Leopolda I. |
|             | Karel III.      | 11. april 1711 - 20 oktober 1740      | Elizabeta Kristina Brunswiška | Brat Jožefa I. in sin Leopolda I. Izdal je edikt o pragmatični sankciji s katero je omogočil dedovanje avstrijske krone po ženski liniji po izumrtju moške linije, s čimer je svoji hčerki Mariji Tereziji omogočil zasedbo prestola. |
|             | Marija Terezija | 20. oktober 1740 - 29. november 1780  | Franc I., svetorimski cesar († 1765)                                                                                                  | Hči Karla III. Uvedla je delitev Hrvaške na županije ter številne reforme predvsem na področju šolstva in tlačanstva. Leta 1767 je ustanovila hrvaški kraljevi svet (Consilium Regium), katerega je leta 1779 razpustila. |
|             | Jožef II.       | 29. november 1780 - 20. februar 1790  | / | Sin Marije Terezije. Odpravil je podložništvo in izvedel delno germanizacijo hrvaških dežel. |
|             | Leopold II.     | 20. februar 1790 - 1. marec 1792      | Marija Luiza Španska | Brat Jožefa II. |
|             | Franc           | 1. marec 1792 - 2. marec 1835         | Marija Terezija Siciljska († 1807) Marija Ludovika Modenska (por.1808 - † 1816) Karolina Avgusta Bavarska (por. 1816)                 | Sin Leopolda II. Habsburško monarhijo je utrdil v Avstrijsko cesarstvo. Zadnji cesar Svetega rimskega cesarstva. |
|             | Ferdinand V.    | 28. september 1830 - 2. december 1848 | Marija Ana Sardinska (por. 1831) | Francov sin. Zaradi duševne zaostalosti in revolucij v letu 1848 je odstopil v prid svojemu nečaku Francu Jožefu. |
|             | Franc Jožef     | 2. december 1848 - 21. november 1916  | Elizabeta Bavarska (por. 1854 - † 1898)                                                                                               | Nečak Ferdinanda V. in Francov vnuk, najdlje vladajoči hrvaški monarh. Med njegovo vladavino so se leta 1848 hrvaške dežele (Hrvaška, Slavonija in Dalmacija) združile pod banom Josipom Jelačićem. Leta 1867 je monarhijo preuredil v dualistično državo z avstrijsko in ogrsko polovico. Od leta 1868 dalje je bila Kraljevina Hrvaška-Slavonija avtonomna kraljevina znotraj Kraljevine Ogrske. |
|             | Bl. Karel IV.   | 21. november 1916 - 1. april 1922     | Cita Burbonsko-Parmska | Pranečak Franca Jožefa in Francov prapravnuk. V prisegi ob kronanju je izjavil, da priznava enotnost Hrvaške, Dalmacije in Slavonije z Reko. V zadnjih dnevih monarhije je sprejel trialistični manifest o uveljavitvi "Zvonimirjevega kraljestva". Vladal je do leta 1918, ko se je odpovedal sodelovanju v političnih zadevah, vendar ni odstopil. Sabor je 29. oktobra 1918 prekinil unijo Hrvaške z Ogrsko in Avstrijo, kljub temu pa ni odstavil Karla IV. z mesta monarha. Do svoje smrti leta 1922 je poskušal restavrirati monarhijo. Katoliška Cerkev ga je razglasila za blaženega. |

## Kralji Jugoslavije (1918–1945)
Po razpadu Avstro-Ogrske ob koncu prve svetovne vojne se je Hrvaška pridružila novoustanovljeni Državi Slovencev, Hrvatov in Srbov. Po krajšem obdobju samovladanja se je država združila s Kraljevino Srbijo v Kraljevino Srbov, Hrvatov in Slovencev pod rodbino Karadžordževič. Ime kraljevine se je spremenilo v Kraljevino Jugoslavijo po unitarističnih reformah leta 1929. Po Rapalski pogodbi leta 1920 so bili Istra in deli Dalmacije priključeni Kraljevini Italiji. Na podlagi sporazuma Cvetković-Maček in odloku Banovine Hrvaške 24. avgusta 1939 je bila ustanovljena Banovina Hrvaška. Pogodbeno imenovani Sabor in kraljevo imenovani ban sta od tedaj urejala notranje zadeve Hrvaške.
| Slika         | Ime           | Vladavina                           | Soproga                     | Opombe |
| Karađorđevići | Karađorđevići | Karađorđevići                       | Karađorđevići               | Karađorđevići |
| ------------- | ------------- | ----------------------------------- | --------------------------- | --- |
|               | Peter I.      | 1. december 1918 - 16. avgust 1921  | /                           | Sin srbskega kneza Aleksandra. Po umoru Aleksandra Obrenovića med majskim prevratom leta 1903 je Peter postal novi srbski kralj ter leta 1918 kralj Srbov, Hrvatov in Slovencev.                                                                          |
|               | Aleksander I. | 16. avgust 1921 - 9. oktober 1934   | Marija Romunska (por.1922)  | Sin Petra I. Spremenil je ime države in vzpostavil kraljevo diktaturo. S podporo ustašev je leta 1934 v Marseilleju VMRO nanj izvedla atentat. |
|               | Peter II.     | 9. october 1934 - 29. november 1945 | Aleksandra Grška (por.1944) | Aleksandrov sin. Njegov stric Pavel je do leta 1941, ko je bil Peter razglašen za polnoletnega, zasedal mesto regenta. Po. aprilski vojni leta 1941 je bil član jugoslovanska vlade v izgnanstvu. Monarhija je bila uradno odpravljena 29. novembra 1945. |

## Kralj NDH (1941–1943)
Leta 1941 so sile osi vključno s Hrvaško zasegle Jugoslavijo. Ustanovljena je bila Neodvisna država Hrvaška, ki je bila zgolj marionetna država nacistične Nemčije in fašistične Italije. Kmalu po ustanovitvi je država sprejela tri zakone o izdelavi Zvonimirjeve krone, ki je državo oblikovala v de jure kraljevino. Tri dni kasneje je bila podpisana Rimska pogodba. Za kralja je bil izbran italijanski princ Aimone Savojsko-Aostski. Italija je zasedla številne jadranske otoke ter del Dalmacije, ki so postali Gubernija Dalmacija. 10. septembra 1943 je NDH razglasila Rimsko pogodbo kot neveljavno in zasedla del Dalmacije, ki ga je pred tem zasegla Italija.
| Slika   | Ime                       | Vladavina                     | Soproga     | Opombe |
| Savojci | Savojci                   | Savojci                       | Savojci     | Savojci |
| ------- | ------------------------- | ----------------------------- | ----------- | --- |
|         | Tomislav II. (designiran) | 18. maj 1941 - 31. julij 1943 | Irena Grška | Tomislav II. je sprva v Firencah, kasneje pa v RImu, uvedel Hrvaško kraljevo pisarno (kraljevski stol). Kot nasprotnik italijanske zasedbe Dalmacije je krono sprva zavrnil, zaradi česar je v nekaterih virih omenjen kot designiran kralj. Z mesta kralja je odstopil 31. julija 1943 po odpustitvi Benita Mussolinija na ukaz Viktorja Emanuela III. |

## Po drugi svetovni vojni
- Seznam voditeljev Jugoslavije (1945-1991)
- Seznam predsednikov Hrvaške (1991–danes)
- Predsednik vlade hrvaške (1991–danes)

## Galerija
- Družinsko drevo od Árpádovcev in Trpimirovićev do Habsburžanov.
- Prva znana upodobitev šahiranega grba Hrvaške v Innsbrucku (1495)
- Grb Hrvaške kot kronske dežele (do 1868)
- Grb Kraljevine Hrvaške-Slavonije (1868–1918).
- Grb Banovine Hrvaške (1939–1941)

## Naziv hrvaškega kneza
Naziv hrvaškega kneza je nosilo več ljudi:
- Od leta 1100, ko je Ogrska vzpostavljala unijo s Hrvaško, do Zadarskega miru leta 1358 so naziv uporabljali beneški doži.
- V sočasnih kronikah so bili vojvode Meranije, katerih ozemlje je mejilo na Hrvaško, občasno omenjeni kot hrvaški knezi.
- Naziv si je lastilo več ogrskih plemičev, ki so nosili naziv vojvode Slavonije v 13. in 14. stoletju.